# Association to Advance Collegiate Schools of Business
Die Association to Advance Collegiate Schools of Business (kurz: AACSB; zuvor: American Assembly of Collegiate Schools of Business) ist eine amerikanische Akkreditierungorganisation der Non-Profit-Organisation AACSB International, die 1916 in St. Louis gegründet wurde. Gründungsmitglied ist unter anderem die Harvard University. Im Jahr 2009 hat die AACSB auch ein Büro in Singapur eröffnet. In Deutschland waren 2022 elf Institutionen akkreditiert.
Die Akkreditierung von Wirtschaftshochschulen dient der Sicherstellung eines gleichwertigen Standards. Aktuell halten nur 6 % der Wirtschaftshochschulen weltweit diese Akkreditierung. Durch das Erlangen dieses Status können die Hochschulen vorweisen, dass die Lehre und Forschung qualitativ hochwertig ist und vergleichbar mit anderen akkreditierten Hochschulen auf internationaler Ebene.

## Europäische Hochschulen mit AACSB-Akkreditierung

### Belgien
- Groupe ICHEC – ISC Saint-Louis – ISFSC, ICHEC Brussels Management School
- Universität Antwerpen, Faculty of Business and Economics
- Universität Gent[3], Faculty of Economics and Business Administration
- Universität Liege, HEC Liège – Management School
- Vlerick Business School

### Bosnien und Herzegowina
- Universität Sarajevo, School of Economics and Business

### Dänemark
- Universität Aarhus, School of Business and Social Sciences
- Copenhagen Business School

### Deutschland
- Universität Hohenheim, Fakultät Wirtschafts- und Sozialwissenschaften (Juli 2025)[4]
- Munich Business School (Februar 2025)
- EBS Universität für Wirtschaft und Recht (Februar 2023)
- ESMT European School of Management and Technology (April 2012)
- Frankfurt School of Finance & Management (Mai 2014)
- Handelshochschule Leipzig (April 2004)
- Heilbronn University Graduate School (HUGS) (November 2023)[5]
- Hochschule Pforzheim, Fakultät für Wirtschaft und Recht und der Bereich Wirtschaftsingenieurwesen (Juli 2011)
- Hochschule Reutlingen, ESB Business School (Juli 2019)
- International School of Management (April 2024)[6]
- Johann Wolfgang Goethe-Universität Frankfurt am Main, Fachbereich Wirtschaftswissenschaften (Januar 2005)
- KLU – Kühne Logistics University (August 2024)
- Leuphana Universität Lüneburg, Fakultät Management und Technologie (Februar 2025)[7]
- RWTH Aachen, Fakultät für Wirtschaftswissenschaften (April 2011)
- Technische Hochschule Ingolstadt, THI Business School (August 2024)
- TUM – Technische Universität München, TUM School of Management (Juli 2017)
- Universität Mannheim, Fakultät für Betriebswirtschaftslehre, Mannheim Business School (März 2000)
- WHU – Otto Beisheim School of Management Vallendar/Koblenz (Dezember 2010)
- Westfälische Wilhelms-Universität Münster, Wirtschaftswissenschaftliche Fakultät (April 2011)

### Finnland
- Universität Aalto, School of Business
- Hanken School of Economics
- Universität Jyväskylä, School of Business and Economics
- Universität Oulu, Oulu Business School
- Universität Turku, Turku School of Economics

### Frankreich
- Audencia Business School
- Burgundy School of Business
- École de management de Normandie
- EDHEC Business School, Lille und Nice
- EM Strasbourg Business School
- EMLYON Business School
- ESC Rennes School of Business
- ESCP Europe
- ESSCA School of Management
- ESSEC Business School; die ESSEC wurde im Jahre 1997 als erste Wirtschaftshochschule außerhalb von Nordamerika von der AACSB akkreditiert.
- Excelia Group, La Rochelle Business School
- Grenoble École de Management
- ESC Clermont Business School
- HEC School of Management, Paris
- IÉSEG School of Management
- INSEAD
- Institut Mines-Télécom Business School
- ISC Paris, School of Management
- KEDGE Business School
- Montpellier Business School
- NEOMA Business School
- SKEMA Business School
- Toulouse Business School
- La Rochelle Business School

### Großbritannien
- University of Newcastle upon Tyne, Newcastle University Business School
- Ashridge Business School
- Aston University, Aston Business School
- Cardiff University (Wales), Cardiff Business School
- City University London, Cass Business School
- Cranfield University, Cranfield School of Management
- University of Durham, Durham Business School
- Kingston University, Kingston University Business School
- Imperial College London, Imperial College Business School
- Lancaster University Management School
- London Business School
- The Open University Business School
- Northumbria University, Newcastle Business School
- Sheffield Hallam University, Sheffield Business School
- University of Bradford, School of Management
- University of Edinburgh Business School
- University of Glasgow, University of Glasgow Business School
- University of Hull, Hull University Business School
- University of Manchester, Manchester Business School
- University of Liverpool, Management School
- University of Reading, Henley Business School
- University of Sheffield, Management School
- University of Strathclyde, Strathclyde Business School
- University of Surrey, School of Management

### Irland
- Dublin City University, Dublin City University Business School
- University College Dublin, UCD School of Business
- University of Limerick, Kemmy Business School

### Italien
- SDA Bocconi, School of Management

### Kroatien
- Universität Zagreb, Fakultät für Wirtschaftswissenschaften
- Zagreb School of Economics and Management

### Liechtenstein
- Universität Liechtenstein, Liechtenstein Business School und die Liechtenstein Business Law School

Monaco
International University of Monaco

### Niederlande
- Universität Maastricht, School of Business and Economics
- Radboud Universiteit Nijmegen, Nijmegen School of Management
- Erasmus-Universität Rotterdam, Rotterdam School of Management
- Universität Groningen, Faculty of Economics and Business
- Universität Tilburg, Tilburg School of Economics and Management und TIAS School for Business and Society
- Universiteit van Amsterdam, Amsterdam Business School

### Norwegen
- BI Norwegian Business School
- Universität Agder, School of Business and Law
- Norwegische Handelshochschule NHH, Bergen[8]

### Österreich
- Alpen-Adria-Universität Klagenfurt, Fakultät für Wirtschafts- und Rechtswissenschaften (Februar 2023)
- MCI Management Center Innsbruck (August 2016)
- Wirtschaftsuniversität Wien

### Polen
- Kozminski University
- Nicolaus Copernicus University in Toruń, Fakultät für Wirtschaftswissenschaften

### Portugal
- ISCTE Business School
- Universidade Católica Portuguesa, Catolica Lisbon School of Business and Economics
- Universität Lissabon, ISEG-Instituto Superior de Economia e Gestao
- Universidade Nova de Lisboa, Nova School of Business and Economics

### Schweden
- Jönköping International Business School (12/2015)
- Universität Umeå, Umeå School of Business and Economics
- Universität Göteborg, School of Business, Economics and Law (03/2016)

### Schweiz
- University of Applied Sciences and Arts Northwestern Switzerland (FHNW), Hochschule für Wirtschaft FHNW[9]
- International Institute for Management Development (01/2004)
- Hochschule Luzern Wirtschaft
- Universität St. Gallen (01/2004)
- Universität Zürich, Wirtschaftswissenschaftliche Fakultät (08/2010)
- Zürcher Hochschule für Angewandte Wissenschaften, School of Management and Law (05/2015)

### Slowenien
- Universität Ljubljana, Wirtschaftswissenschaftliche Fakultät
- Universität Maribor, Wirtschaftswissenschaftliche Fakultät

### Spanien
- ESADE Business School
- IE Business School
- IESE Business School
- IQS-Institut Químic de Sarrià, IQS School of Management
- Universidad Carlos III de Madrid[10]

## Andere Akkreditierungsorganisationen
- Association of MBAs (AMBA)
- European Quality Improvement System (EQUIS)
- Foundation for International Business Administration Accreditation (FIBAA)